# Connerré
Connerré est une commune française, située dans le département de la Sarthe en région Pays de la Loire, peuplée de 2 838 habitants.
La commune fait partie de la province historique du Maine, et se situe dans le Haut-Maine.

## Géographie
Connerré se trouve dans la région naturelle du Perche. Elle est située à 25 kilomètres à l'est du Mans, à 19 kilomètres au sud-ouest de La Ferté-Bernard sur l'ex-nationale 23 la reliant à Paris à 160 kilomètres. L'autoroute A11 passe au nord de la commune.
La commune est desservie par la gare de Connerré - Beillé à 1,5 kilomètre du centre-bourg. La fin de la LGV Atlantique est actuellement située sur la commune.
La ville est traversée par l'Huisne et le Dué.
| Lombron, La Chapelle-Saint-Rémy |                  | Beillé           |
| Montfort-le-Gesnois             | Connerré         | Duneau           |
| Soulitré                        | Nuillé-le-Jalais | Thorigné-sur-Dué |

### Climat
Pour des articles plus généraux, voir Climat des Pays de la Loire et Climat de la Sarthe.
En 2010, le climat de la commune est de type climat océanique dégradé des plaines du Centre et du Nord, selon une étude du CNRS s'appuyant sur une série de données couvrant la période 1971-2000. En 2020, Météo-France publie une typologie des climats de la France métropolitaine dans laquelle la commune est exposée à un climat océanique altéré et est dans la région climatique  Moyenne vallée de la Loire, caractérisée par une bonne insolation (1 850 h/an) et un été peu pluvieux. 
Pour la période 1971-2000, la température annuelle moyenne est de 11,3 °C, avec une amplitude thermique annuelle de 14,9 °C. Le cumul annuel moyen de précipitations est de 730 mm, avec 11,2 jours de précipitations en janvier et 7,1 jours en juillet. Pour la période 1991-2020, la température moyenne annuelle observée sur la station météorologique de Météo-France la plus proche, sur la commune du Luart à 7 km à vol d'oiseau, est de 12,0 °C et le cumul annuel moyen de précipitations est de 686,4 mm,. Pour l'avenir, les paramètres climatiques de la commune estimés pour 2050 selon différents scénarios d'émission de gaz à effet de serre sont consultables sur un site dédié publié par Météo-France en novembre 2022.

## Urbanisme

### Typologie
Au 1er janvier 2024, Connerré est catégorisée bourg rural, selon la nouvelle grille communale de densité à sept niveaux définie par l'Insee en 2022.
Elle appartient à l'unité urbaine de Connerré, une agglomération intra-départementale regroupant deux  communes, dont elle est ville-centre,,. Par ailleurs la commune fait partie de l'aire d'attraction du Mans, dont elle est une commune de la couronne,. Cette aire, qui regroupe 144 communes, est catégorisée dans les aires de 200 000 à moins de 700 000 habitants,.

### Occupation des sols
L'occupation des sols de la commune, telle qu'elle ressort de la base de données européenne d’occupation biophysique des sols Corine Land Cover (CLC), est marquée par l'importance des territoires agricoles (67,9 % en 2018), en diminution par rapport à 1990 (73,9 %). La répartition détaillée en 2018 est la suivante : 
prairies (25,6 %), zones agricoles hétérogènes (23 %), terres arables (19,3 %), zones urbanisées (12,3 %), forêts (12,1 %), eaux continentales (5,5 %), milieux à végétation arbustive et/ou herbacée (1,8 %), zones industrielles ou commerciales et réseaux de communication (0,4 %). L'évolution de l’occupation des sols de la commune et de ses infrastructures peut être observée sur les différentes représentations cartographiques du territoire : la carte de Cassini (XVIIIe siècle), la carte d'état-major (1820-1866) et les cartes ou photos aériennes de l'IGN pour la période actuelle (1950 à aujourd'hui).

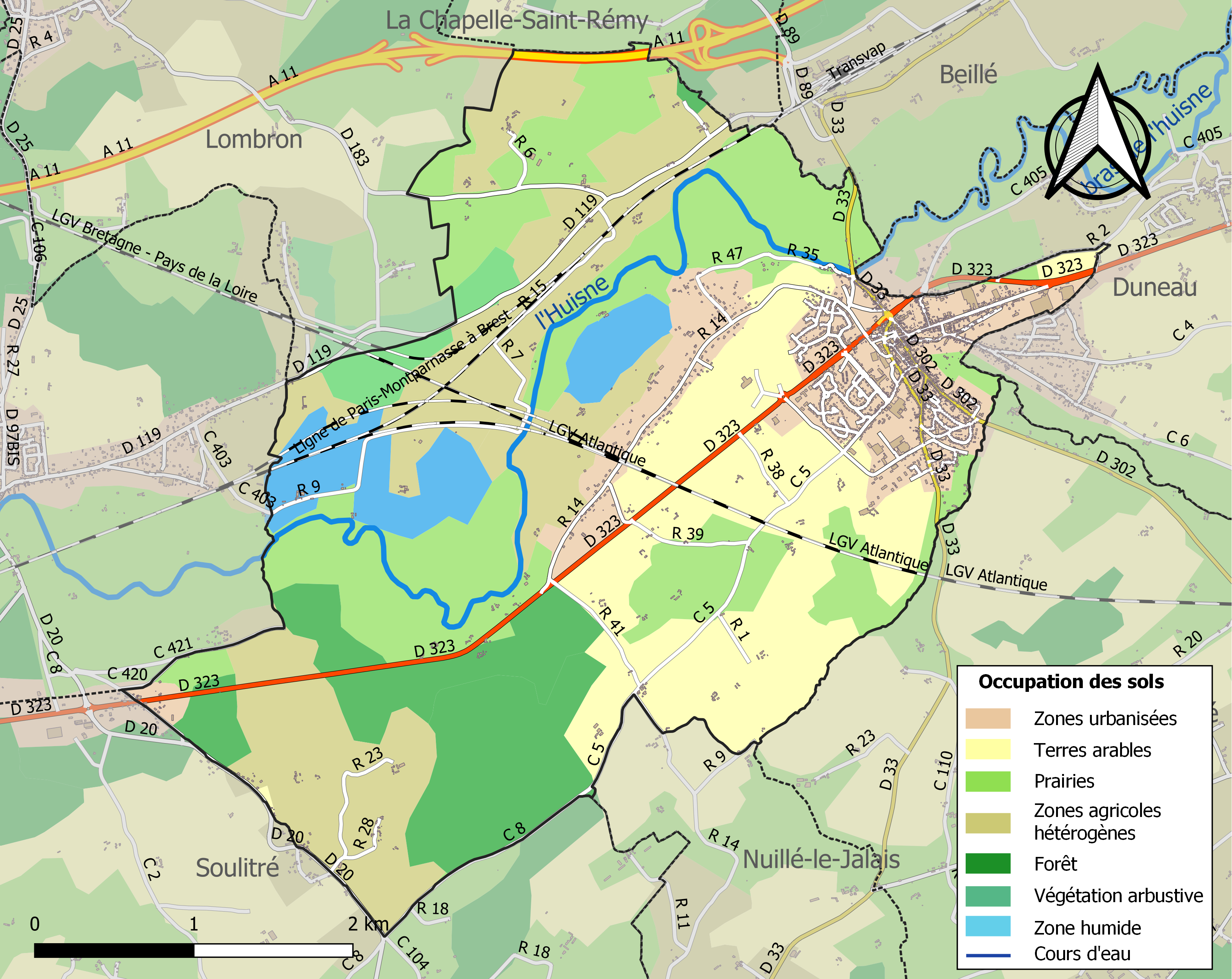
Carte des infrastructures et de l'occupation des sols de la commune en 2018 (CLC).

## Toponymie
Le gentilé est Connerréen.

## Histoire
Dès l'époque romaine, la localité est traversée par une voie reliant Le Mans à Chartres. Le bourg et l'église sont assis sur une immense nécropole mérovingienne dont de vastes cimetières ont été plusieurs fois mis au jour.
Ainsi, en 1803, lors de fouilles accidentelles à l'emplacement de l'ancienne chapelle Sainte-Anne, environ quarante tombeaux mérovingiens sont découverts.
En 1407, Charles VI, qui avait acquis la terre de Connerré de Bouchard de Courtremblay, en fait don au chapitre de Saint-Julien du Mans. Le bourg a conservé près de l'église quelques vestiges de son ancienne enceinte. Construite au XVIe siècle à la suite d'une autorisation accordée par une lettre d'Henri III datée d'août 1578, elle a permis à la localité d'obtenir le titre de ville. Son érection a pour but principal de protéger l'activité marchande.
Le 21 avril 1731, la ville est en partie ravagée par un incendie qui détruit deux églises et cent-trente-trois maisons. Sa situation géographique en fait un lieu d'étape et de commerce.
Le 25 novembre 1870, durant la guerre franco-allemande, eut lieu l'affaire de Connerré où furent engagés les Francs-tireurs de Pont-l'Abbé.
Aujourd'hui, la commune est traversée par la route de Paris. Sa vocation commerciale connaît son apogée au XXe siècle. Ainsi, aux alentours des années 1920, c'est une commune très industrielle, où sont exploitées notamment trois tanneries, deux usines de toile mécanique et une poterie.
C'est en effet dès le début du XXe siècle qu'elle devient le centre de la poterie sarthoise. L'installation de potiers est certainement favorisée par l'installation du chemin de fer en 1854.
C'est également en ce début de XXe siècle qu'Albert Lhuissier achète un petit commerce qu'il transforme en charcuterie. Il va très vite, par son sens des affaires, faire de la commune la capitale des rillettes.

## Politique et administration

### Liste des maires
| Période                                  | Période   | Identité           | Étiquette | Qualité |
| ---------------------------------------- | --------- | ------------------ | --------- | --- |
| 1945                                     | mars 1989 | Michel Beaufils    | DVG       | Imprimeur, conseiller général du canton de Montfort-le-Gesnois (1961 → 1985) |
| mars 1989                                | mars 2001 | René Blanchard     |           | Retraité |
| mars 2001                                | mars 2008 | Suzanne Jalinier   | PS        | Principale du collège retraitée |
| mars 2008                                | mai 2020  | Christophe Chaudun | PS        | Professeur de collège, conseiller général du canton de Montfort-le-Gesnois (2011 → 2015), conseiller départemental du canton de Savigné-l'Évêque (2015 → ), président de la CC du Pays des Brières et du Gesnois (2014 → 2016), président du Gesnois Bilurien (2017 → ) |
| mai 2020                                 | En cours  | Arnaud Mongella    | SE        | Formateur et enseignant |
| Les données manquantes sont à compléter. |           |                    |           | |

## Démographie
L'évolution du nombre d'habitants est connue à travers les recensements de la population effectués dans la commune depuis 1793. Pour les communes de moins de 10 000 habitants, une enquête de recensement portant sur toute la population est réalisée tous les cinq ans, les populations de référence des années intermédiaires étant quant à elles estimées par interpolation ou extrapolation. Pour la commune, le premier recensement exhaustif entrant dans le cadre du nouveau dispositif a été réalisé en 2007.
En 2022, la commune comptait 2 838 habitants, en évolution de −2,14 % par rapport à 2016 (Sarthe : −0,25 %, France hors Mayotte : +2,11 %).
| 1793  | 1800  | 1806  | 1821  | 1831  | 1836  | 1841  | 1846  | 1851  |
| ----- | ----- | ----- | ----- | ----- | ----- | ----- | ----- | ----- |
| 1 430 | 1 319 | 1 307 | 1 438 | 1 500 | 1 611 | 1 695 | 1 775 | 1 868 |

| 1856  | 1861  | 1866  | 1872  | 1876  | 1881  | 1886  | 1891  | 1896  |
| ----- | ----- | ----- | ----- | ----- | ----- | ----- | ----- | ----- |
| 1 904 | 1 919 | 2 005 | 2 207 | 2 227 | 2 346 | 2 360 | 2 373 | 2 323 |

| 1901  | 1906  | 1911  | 1921  | 1926  | 1931  | 1936  | 1946  | 1954  |
| ----- | ----- | ----- | ----- | ----- | ----- | ----- | ----- | ----- |
| 2 250 | 2 261 | 2 232 | 2 081 | 2 124 | 2 150 | 2 240 | 2 272 | 2 163 |

| 1962  | 1968  | 1975  | 1982  | 1990  | 1999  | 2006  | 2007  | 2012  |
| ----- | ----- | ----- | ----- | ----- | ----- | ----- | ----- | ----- |
| 2 425 | 2 383 | 2 523 | 2 635 | 2 545 | 2 590 | 2 837 | 2 872 | 2 861 |

| 2017  | 2022  | - | - | - | - | - | - | - |
| ----- | ----- | - | - | - | - | - | - | - |
| 2 902 | 2 838 | - | - | - | - | - | - | - |

## Économie
La ville de Connerré s'enrichit d'industries essentiellement alimentaires[Quoi ?].
S'y trouvent notamment :

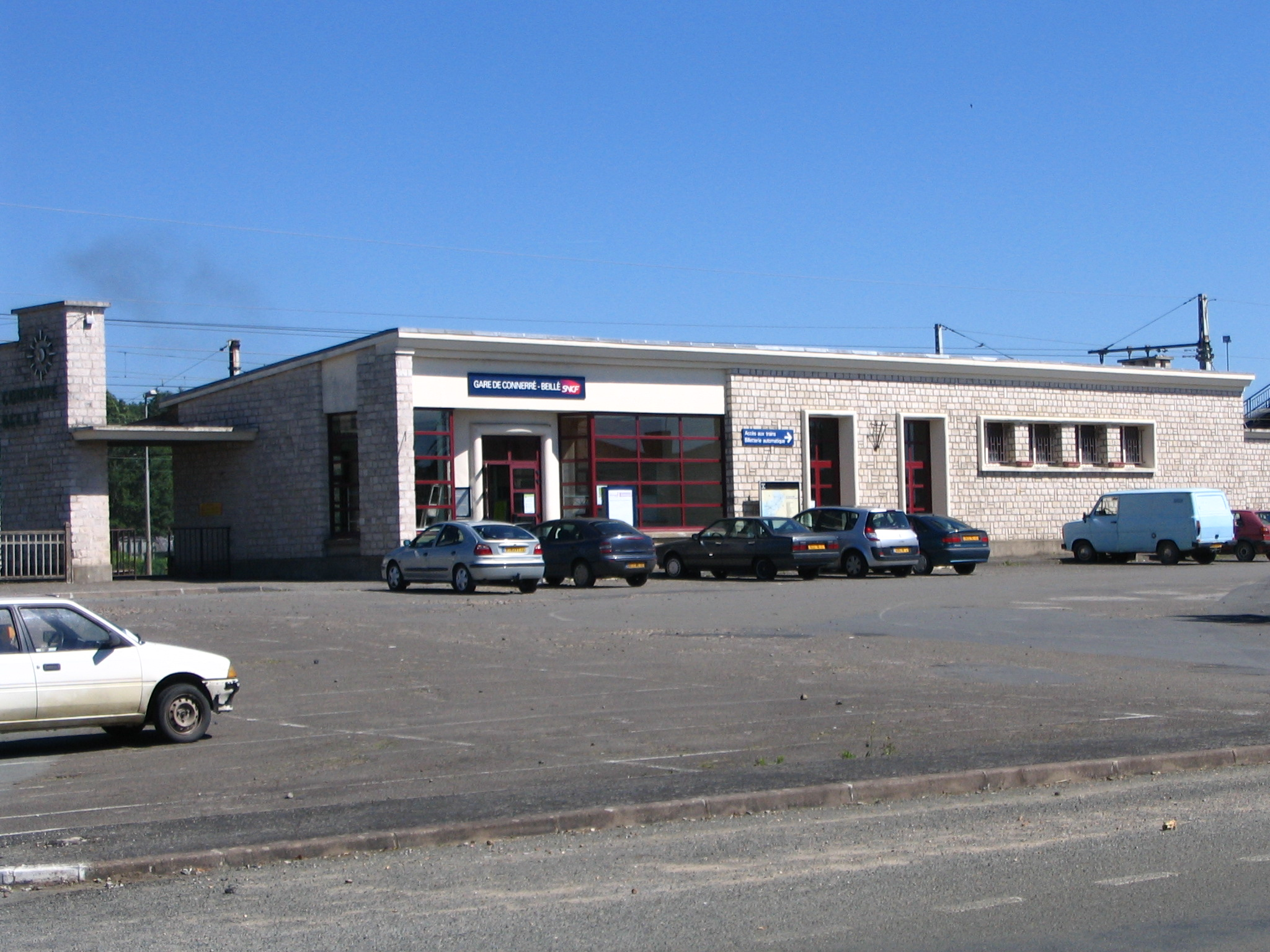
La gare de Connerré - Beillé.

- des artisans bouchers-charcutiers (charcuterie Després, boucherie Dubois et boucherie-charcuterie Bréhault).
- des sociétés comme Charles Christ (spécialisée principalement dans la choucroute et cassoulets, produits bio).
- la maison Prunier depuis 1931 (spécialités charcutières haut de gamme[Selon qui ?], dont des rillettes du Mans).
- une usine de fabrication de produits de maroquinerie (les Ateliers de Connerré).

## Culture locale et patrimoine

### Lieux et monuments
- Église Saint-Symphorien (place de la République). On y trouve deux objets classés à titre d'objets aux Monuments historiques (1993) : une clôture de chœur (grille de communion) du XVIIIe siècle, et la plaque funéraire de Gervais Mailloche, curé de Connerré au XVIe siècle.
- Logis de la Jatterie, maison de maître de Connerré, domine le bourg, inscrite au titre des monuments historiques en 1996[23]. Elle est construite en 1768 par René Chalain, entrepreneur de bâtiments. Elle reste dans sa descendance jusqu'en 1990 et est ensuite rachetée par Ludovic de La Poeze d'Harambure lequel a procédé à une restauration complète à la suite de laquelle il organise chaque année le festival de musique classique de la Jatterie.

### Activité et manifestations
Chaque dernier samedi du mois d'août se déroule à Connerré le festival Les Troubles Villes qui réunit des artistes de rue, de théâtre, des musiciens, du cirque, etc.

### Personnalités liées à la commune
- Dom Julien Garnier (1670-1725), savant bénédictin, né à Connerré.
- Le 24 juin 1953, Jean Marco s'est tué dans un accident de voiture au lieu-dit l'Épinay.
- Robert Jarry, né en 1924 à Connerré (maire du Mans de 1977 à 2001).
- Bernard Pierre Wolff, né en 1930 à Connerré[24], photographe principalement connu pour ses noirs et blancs.

### Héraldique
| Blason de Connerré | Blason  | D'azur semé de fleur de lys d'or aux trois clefs d'argent, les deux du chef adossées brochant sur le tout. |
| Blason de Connerré | Détails | Le statut officiel du blason reste à déterminer.                                                           |